# Frank Giroud
Frank Giroud (Toulouse, 3 de maio de 1956 – 13 de julho de 2018) foi um ilustrador de banda desenhada francês. 
Licenciado em História, estreava-se profissionalmente colaborando em La Découverte du Monde e L'Histoire du Far-West, séries promovida pelas edições Larousse. 
Também apaixonado pela banda desenhada, em 1982 criou com Jean-Paul Dethorey a série Luís Má Sorte, misto de saga política e policial que tem por pano de fundo os anos vinte. Empreendeu ainda, entre outras séries, Les Patriotes (com Fabien Lacaf), Missouri (com Daniel Carpentrie), Les Oubliés d'Annam (com Lax) ou Taïga (com Savey). Coordenava, desde 2001, o projecto Le Décalogue. 
Morreu em 13 de julho de 2018, aos 62 anos, de causa não divulgada.